# 邁丹-博布里克
49°26′39″N 28°13′7″E / 49.44417°N 28.21861°E
邁丹-博布里克（烏克蘭語：Майдан-Бобрик），是烏克蘭的村落，位於該國西南部文尼察州，由文尼察區負責管轄，面積0.092平方公里，海拔高度309米，2001年人口160，人口密度每平方公里1,739.13人。